# La Anunciación (Caravaggio)
La Anunciación es un cuadro de Caravaggio, pintado en 1608. En él se muestra a la Virgen María recibiendo el mensaje del arcángel Gabriel, diciendo que concebirá un hijo. Es uno de sus últimos cuadros, similar a El entierro de Santa Lucía en el pesimismo y haz de luz que rodea la figura.